# Piaggio Vespa
Vespa (pol. Osa) – nazwa linii włoskich skuterów należącej do firmy Piaggio. Pierwsze modele powstawały według projektu inżyniera Corradino D'Ascanio.

## Historia
Historia skuterów Vespa jest ściśle związana z historią firmy Piaggio. Vespa była pierwszym skuterem, który spopularyzował tę kategorię jednośladów. Jego nazwa nawiązywała do charakterystycznego kształtu pojazdu z wąską talią (przekrokiem) i szerokim odwłokiem (tylnym nadkolem). Został zaprojektowany w 1946 roku przez inżyniera Corradino D'Ascanio. Miał być tanim pojazdem dla masowego odbiorcy. Posiadał prosty w obsłudze dwusuwowy silnik o pojemności 98 cm³, koło zapasowe oraz skrzynię biegów, w której biegi zmieniało się poprzez przekręcenie lewej manetki. Od początku pojazd znalazł wielu nabywców, ponieważ idealnie wpasowywał się w potrzeby ówczesnych Włochów. Był dostępnym dla każdego, tanim i łatwym w prowadzeniu środkiem transportu. Zapotrzebowanie wśród Włochów spowodowane brakiem takiego środka transportu po II wojnie światowej dodało mu jeszcze większego zainteresowania wśród nabywców. Dzięki skuterom Vespa zniszczona w czasie II wojny światowej fabryka Piaggio, wcześniej produkująca samoloty i części silnikowe dla przemysłu zbrojeniowego w Pontedera, została odbudowana. Później zaczęto sprzedawać Vespy poza Włochami, gdzie również zdobyły popularność. Zaczęto je produkować na licencjach w Anglii, Hiszpanii, Indiach, Niemczech, Francji, Brazylii i Belgii. 
Do dziś z taśm fabryki Piaggio zjechało 39 modeli vespy, a jej charakterystyczna sylwetka wciąż nawiązuje do pojazdów produkowanych po II wojnie światowej. Na jej wzór w latach sześćdziesiątych powstały radziecka Wiatka i polska WFM Osa. Na licencji Piaggio produkowane są w Indiach Bajaj Chetak i LML. W Pontederze, w mieście w którym została wyprodukowana pierwsza Vespa działa muzeum Piaggio. W 2007 roku powstał film dokumentalny Forever Vespa (reż. Pippo Cappellano, Marina Cappabianca), w którym można zobaczyć również klubowe pojazdy z Polski.
Dla spopularyzowania skutera Vespy duże znacznie miało jego wykorzystanie w komedii romantycznej Rzymskie wakacje (1953) z Audrey Hepburn i Gregorym Peckiem w rolach głównych. Największym konkurentem Vespy były skutery, również włoskiej marki, Lambretta.

## Modele vespy na przestrzeni lat
| Nazwa modelu                 | Rok produkcji   |
| ---------------------------- | --------------- |
| Vespa MP5 "Paperino"         | 1944 (prototyp) |
| Vespa MP6                    | 1946 (prototyp) |
| Vespa 98                     | 1946-47         |
| Vespa 125                    | 1948            |
| Vespa 125 Sport              | 1949            |
| Vespa 125                    | 1950            |
| Vespa 125                    | 1951            |
| Vespa 125                    | 1953            |
| Vespa 125U                   | 1953            |
| Vespa 150                    | 1954            |
| Vespa 125                    | 1955            |
| Vespa 150 "Grand Sport"      | 1955            |
| Vespa 125/150                | 1958            |
| Vespa 150                    | 1959            |
| Vespa 125                    | 1960            |
| Vespa 125 "Sportigue"        | 1962            |
| Vespa 125 "Gran Sport"       | 1962            |
| Vespa 150 "Gran Lusso"       | 1963            |
| Vespa 50                     | 1963            |
| Vespa 90 "Super Sprint"      | 1965-71         |
| Vespa 50 "Super Sprint"      | 1965-71         |
| Vespa 180 "Super Sport"      | 1965            |
| Vespa 125                    | 1966            |
| Vespa 180 "Rally"            | 1968            |
| Vespa "Primavera'            | 1968            |
| Vespa 50 "Elestrat"          | 1970            |
| Vespa 200 "Rally"            | 1972            |
| Vespa 50 "Special"           | 1973            |
| Vespa 125 "Primavera - ET3"  | 1976            |
| Vespa 200 P "electronic"     | 1978            |
| Vespa 125/150/100 "P"        | 1978            |
| Vespa PK 125                 | 1983            |
| Vespa 50 PK                  | 1983            |
| Vespa PK 125 "Automatica"    | 1984            |
| Vespa 125 T5 "Pole Position" | 1985            |
| Vespa PK "Automatica"        | 1985            |
| Vespa 50 "Nuova"             | 1989            |
| Vespa 125 PX                 | 1993            |
| Vespa 200 PX                 | 1994            |
| Vespa Et2 50                 | 1995            |
| Vespa Et4 125                | 1998            |
| Vespa Et4 50                 | 2000            |
| Vespa 125 GT                 | 2003            |
| Vespa 200 GT                 | 2003            |

## Galeria

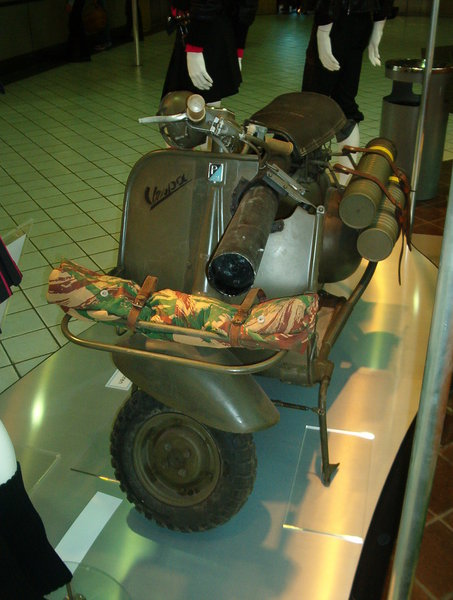
Vespa w wersji militarnej
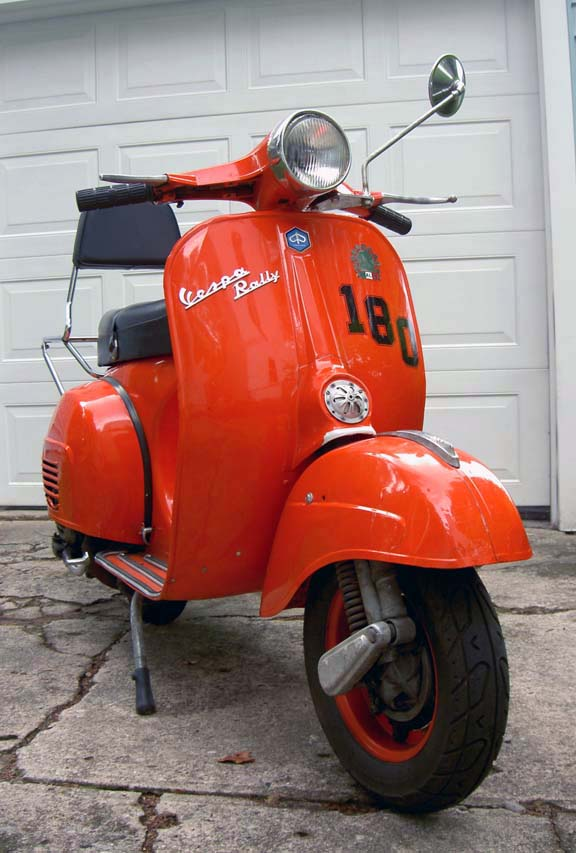
Vespa w wersji wyścigowej (1969)
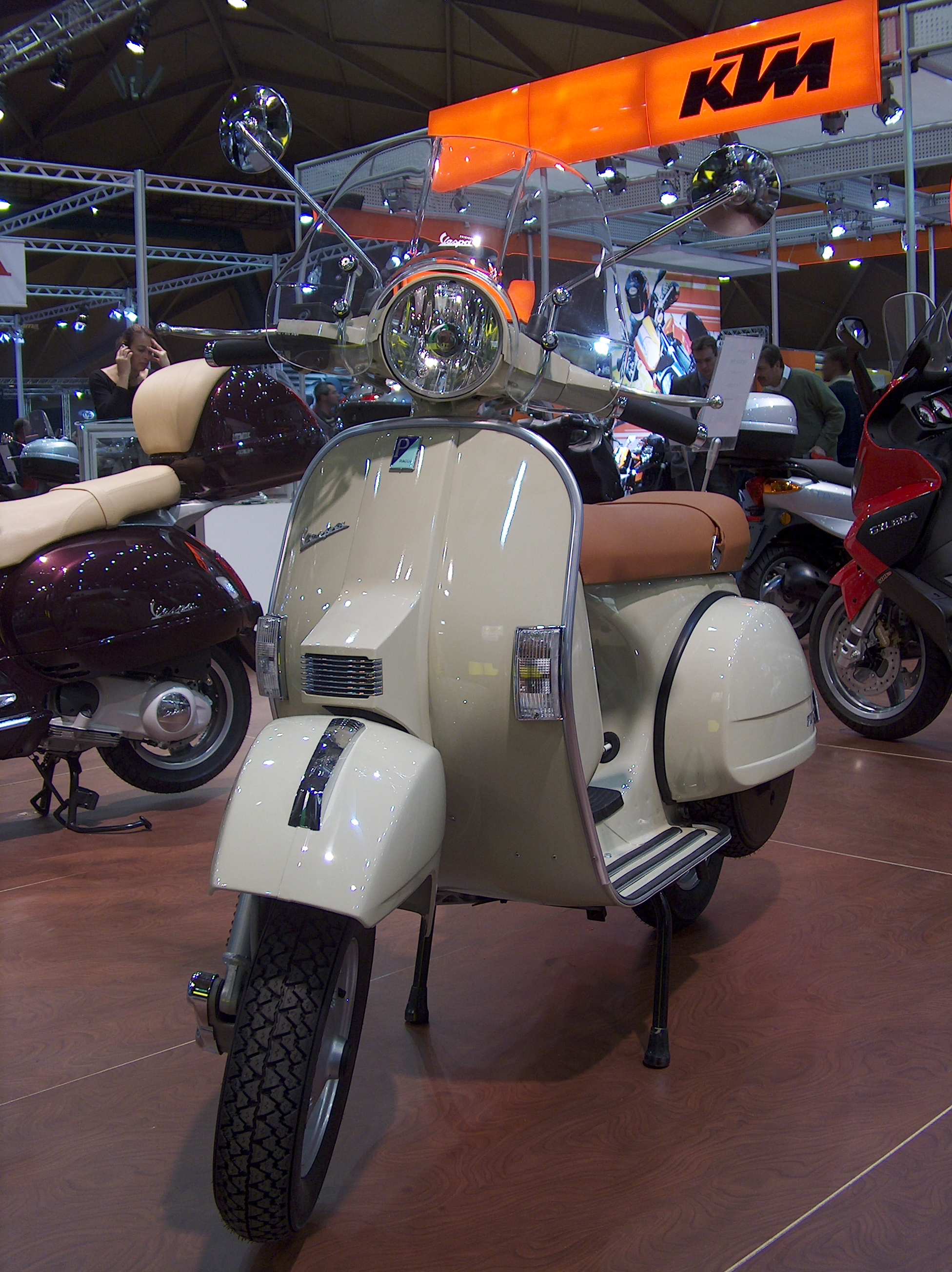
Vespa PX- skuter zaprojektowany w latach 70. (produkowany do dziś)